# Jules Jouant
Jules Jouant, né à Paris 9e le 19 juin 1863 et mort à Cherisy le 1er avril 1938, est un sculpteur français.

## Biographie
Auguste Jules Alphonse Jouant est né à Paris, cité Fénelon, dans le 9e arrondissement, le 19 juin 1863, fils d’Étienne Alphonse Jouant, menuisier, et Louise Carré.
Élève de l'École des beaux-arts de Paris, Jules Jouant est un des praticiens d'Auguste Rodin. Il expose le Buste du prince Gedroyc au Salon de 1883 et sculpte des bustes de musiciens comme Richard Wagner, Frédéric Chopin ou Ludwig van Beethoven. Il obtint une mention honorable au Salon de 1913.
Jules Jouant est réputé pour ses objets d'art (vases, plats, pieds de lampes, pichets, bougeoirs, cloches de table, vide-poches…) typiques du style Art nouveau, édités en étain par les fondeurs Barbedienne , Eugène Blot et Ettlinger Frères. Il collabore aussi avec les ateliers des frères Daum .
Il est nommé professeur à l'École Boulle à Paris.
Il est enterré au Cimetière de Passy (2e division).

## Collections publiques
- musée d'art et d'histoire de Belfort
  - L'Algue, étain[5]
  - Le Houx, étain[6]
- Mignard, buste en marbre, Paris, manufacture des Gobelins[7]. Modèle en plâtre conservé à Angers à la Préfecture du Maine-et-Loire[8]
- Léo Delibes, buste en marbre, Opéra national de Paris[9]. Modèle en plâtre conservé à la mairie de Rochefort (Charente-Maritime)[10]
- Deux bas-reliefs, pierre, Paris, museum d'histoire naturelle[11],[12]
- Tête de supplicié (1885), marbre, Chalon-sur-Saône, musée Vivant-Denon[13]